# Herrera (Burgos)
Herrera es una aldea, hoy despoblada y con su caserío desaparecido, perteneciente al municipio de Miranda de Ebro, en la Burgos pero haciendo de límite con La Rioja, a menos de cinco kilómetros de Villalba de Rioja. En su término sólo se halla habitado, y en plena actividad, el monasterio camaldulense de Santa María de Herrera. Tenía unas antiguas salinas de las que todavía quedan vestigios y en las cuales hasta el año 2000 todavía se encontraba en pie uno de sus molinos.

## Ubicación y geografía
Se encuentra en los plenos Montes Obarenes, en un valle fértil y cerrado y protegido de los vientos del norte por el monte peña Gobera (737 m.), a cuyos pies se encuentra.